# Noi 4
Noi 4 è un film italiano del 2014 scritto e diretto da Francesco Bruni.

## Trama
Roma, 2013. Ettore e Lara, due ex coniugi, si sono allontanati ma vengono costantemente in contatto grazie ai due figli, Emma e Giacomo, lei aspirante attrice teatrale e lui studente di terza media alle prese con gli esami.
Ettore, squattrinato e scanzonato artista, poco propenso ad assumersi le proprie responsabilità, è ospite dell'amico Roberto, che lo fa dormire nel suo garage.
Il contrario di Lara, stressata ingegnere di origini russe impiegata nella costruzione della linea C della metropolitana di Roma ed in aperto contrasto con la figlia Emma, occupante del teatro Valle e dichiaratamente schierata con le ragioni del padre, per cui stravede. Giacomo, alloggiato per l'occasione presso Nicoletta, la sorella d'Ettore, è innamorato di Xiaolian, ragazzina cinese, anche lei al suo ultimo giorno di scuole medie.
Terminato l'esame la famiglia riesce, per una volta, a ritrovarsi per una gita sul lago di Martignano.

## Distribuzione
Il film viene pubblicato nelle sale dal 20 marzo 2014 distribuito da 01 Distribution.

### Home video
Sui supporti DVD e Blu-ray il film è stato reso disponibile per il noleggio dal 3 luglio 2014 e in vendita dal 10 settembre 2014.